# Estas Tonne
Estas Tonne (en ucraniano: Естас Тонне) es un músico y guitarrista ucraniano de estilo propio, llamado "un trovador moderno".

## Biografía
Nació en la Ucrania soviética el 24 de abril de 1975. Se entrenó en la ejecución de la guitarra en la URSS durante 6 años, mudándose luego con toda su familia a Israel, en donde cortó toda relación con la música y su instrumento, la guitarra.
A finales de 2001 llegó a Nueva York con la intención de buscar su camino en el mundo musical, y se reconectó con la guitarra. En 2002 formó equipo con el violinista virtuoso  Michael Shulman, y recorrieron la ciudad de Nueva York dando conciertos.
Desde entonces, no se ha detenido en presentar conciertos en varias ciudades de Estados Unidos, México, India, Israel y varios países de Europa. 
A pesar de haber nacido en Ucrania, Estas Tonne es de la idea de poseer una "Nacionalidad del Mundo", y no considera tener ninguna nacionalidad en particular; en sus palabras: 
Seguramente existe una gran relevancia sobre en dónde cierto individuo ha nacido y qué cultura se convirtió en el ambiente de su primera leche. Y yo en verdad amo y aprecio el país llamado Ucrania por amamantar los primeros pasos de mi alma en este mundo. Pero ahora al mismo tiempo no le daré más importancia. Nosotros no somos nuestras nacionalidades, nuestra pertenencia a determinada cultura o tradición. Cada uno de nosotros es especial y único y todos nosotros estamos incluidos en el desarrollo de nuestras vidas en este planeta.
Su música es una fusión entre la estructura clásica, técnica de flamenco con raíces gitanas, características de paisajismo latino y electrónico, una variedad de estilos que fluyen entre ellos casi sin notarse y mostrando tanto como sorprendiendo en una estructura armónica de sonido, que alcanza al público de forma distinta en cada presentación, en una única forma y melodía. Quienes han tenido el privilegio de escucharlo tocar en vivo, han descrito la experiencia como algo única e inigualable, dado que su ejecución con la guitarra y la calidad de su técnica y sonido, sorprenden y maravillan a más de uno.
Estas Tonne realiza presentaciones en conciertos, conferencias, festivales, clases de yoga, baños, festivales artísticos y en avenidas de Rusia, los países bálticos y Europa (Alemania, Austria, Países Bajos, Suiza, Italia, Reino Unido, Portugal, Bélgica, Grecia, Estonia, Lituania) y se involucra en colaboraciones que varían desde proyectos fílmicos, poesía y meditación, a danza y arte circense.  
Su colaboración con el proyecto fílmico Time of The Sixth Sun le hace mostrar su rol de trovador, quien no se detiene en sus viajes, dispersando el impacto en nuestra sociedad y el mundo, mientras experimenta su transformación interna.

## Discografía
- 2002 : Black and White World
- 2004 : Dragon of Delight
- 2008 : 13 Songs of Truth
- 2009 : Bohemian Skies
- 2011 : Place of the Gods
- 2012 : Live in Odeon (2011)
- 2012 : The Inside Movie
- 2013 : Internal Flight (Versión guitarra)
- 2013 : Internal Flight (en vivo en Gara Vasara)
- 2014 : The Song of the Butterfly (Estas Tonne, Istvan Sky Kék Ég, Pablo Arellano) (sencillo)
- 2016 : Rebirth of a Thought : Between Fire & Water (sencillo)
- 2016 : Cosmic Fairytale : Dimensions (sencillo)
- 2016 : Cosmic Fairytale : Expansion (Estas Tonne & Dimitri Artemenko)(sencillo) (2:53 min)
- 2016 : Here I am standing (Estas Tonne, Netanel Goldberg, Joseph Pepe Danza, Dimitri Artemenko) (sencillo, directo de concierto en Moscow State Estrada Theatre) (Bridging the Worlds tour)
- 2016 : Elemental (Who Am I ?!) (Estas Tonne, La Familia Cosmic) (sencillo)
- 2016 : Cuban Rhapsody (Estas Tonne, Dimitri Artemenko) (sencillo)
- 2016 : Divine Smile (Estas Tonne, Dimitri Artemenko) (sencillo)
- 2016 : When Words are Wind (Estas Tonne, Joseph Pepe Danza, Netanel Goldberg, Mitsch Kohn) (sencillo)
- 2016 : Mother of Souls (Estas Tonne & One Heart Family) (108 min)
- 2016 : Sound & Silence festival Corfu, Day III, Part I (Estas Tonne, Joseph Pepe Danza, Zola Dubnikova) (sencillo en vivo) (18:45 min)
- 2017 : Cycles of Life (sencillo) (6:53 min)
- 2017. Roots, The Return to the Inner Temple (Estas Tonne & Zola Dubnikova) (sencillo) (12:13 min)
- 2017 : Vuelo interno (soundtrack) - Интернал флайт (Саундтрек) - (sencillo) (Versión instrumental de 'Internal flight') (29:07 min)